# Cahiers du communisme
Les Cahiers du Bolchévisme puis Cahiers du Communisme ont été l’organe théorique du Parti communiste français de 1924 à 1999.

## Le journal

### Les Cahiers du Bolchévisme
Les Cahiers du Bolchévisme paraissent pour la première fois le 21 novembre 1924 en tant qu’organe théorique du Parti communiste. Ils font suite au Bulletin communiste publié sous la direction de Boris Souvarine, lequel est considéré comme ayant privilégié les articles sur Trotski,.

### Les Cahiers du Bolchévisme clandestins
Les Cahiers du Bolchévisme sont publiés de manière clandestine de 1940 à 1942. En 1942, ils adoptent une fausse couverture, titrée Le Vol de l’Aigle. 

### Les Cahiers du Communisme
Les Cahiers du Communisme prennent la suite des Cahiers du Bolchévisme à partir de janvier 1944 et jusqu’en 1999. Ils constituent la revue théorique mensuelle du comité central du Parti communiste français. 
La rédaction était située au siège du Pcf 44, rue Le Peletier, Paris (9e) puis 2, place du Colonel Fabien (19e).
En 2000, Robert Hue, secrétaire national du PCF, et Marie-George Buffet, directrice des Cahiers du Communisme et ministre, décidèrent d'arrêter définitivement la publication du titre.

## Directeurs des Cahiers
- Florimond Bonte (1934)[3]
- Victor Michaut
- Roger Garaudy
- Léo Figuères (1964-1976)[4],[5]
- André Vieuguet (1976-1985)[3]
- Jean-Michel Catala (1985-1990)[3]
- Fred Bicocchi, rédacteur en chef (1969-1994)[6]
- Daniel Boulay
- Marie-George Buffet

## Sources
- Notice de la Bibliothèque nationale de France, mise en ligne le 13/01/2009.